# کرونوسوایز
کرونوسوایز (انگلیسی: Chronoswiss) شرکت ساعت‌سازی سوئیسی است، که در سال ۱۹۸۳ توسط گرد رودیگر لانگ تأسیس شد.